# Звезделина
Звездели́на (болг. Звезделина) — село в Кирджалійській області Болгарії. Входить до складу общини Кирджалі.

## Населення
За даними перепису населення 2011 року у селі проживали 392 особи.
Національний склад населення села:
| Національність   | Кількість осіб | Відсоток |
| ---------------- | -------------- | -------- |
| турки            | 366            | 96,1%    |
| болгари          | 8              | 2,1%     |
| інша             | 0              | 0%       |
| не визначились   | 6              | 1,6%     |
| Всього відповіли | 381            |          |

Розподіл населення за віком у 2011 році:
Динаміка населення: